# Еузебио
Еузебио да Силва Фереира (порт. Eusébio da Silva Ferreira; Лоренцо Маркеш, 25. јануар 1942 — 5. јануар 2014) био је португалски фудбалер Афричког порекла. Био је члан репрезентације Португала која је освојила треће место на Светском првенству 1966. На том првенству је био проглашен за најбољег стрелца са 9 постигнутих голова. Освајач је Златне лопте за 1965. годину. Четири пута је био најбољи стрелац португалске лиге. С надимцима Црни пантер, Црни бисер, или о Реј (краљ), био је познат по својој брзини, техници, атлетизму и жестоком ударцу десном ногом, што га је чинило плодним голгетером.
Највећи део своје каријере провео је у Бенфики (1960-1975) и за то време постигао 315 голова на 301 утакмици што га ставља на место најбољег стрелца тог клуба свих времена. На 727 наступа у каријери постигао је чак 715 погодака. ИФФХС га је прогласио за 9. најбољег играча свих времена, док га је Фудбалска федерација Португалије 2003. године прогласила за најбољег фудбалера те земље у протеклих 50 година. Каријеру је почео у Спортингу из Мапута да би са 18 година прешао у Бенфику. Поред ова два тима наступао је и за ФК Монтереј и Беира Мар, као и многим клубовима из Северне Америке.
Еузебио је помогао Португалији да достигне треће место на Светском првенству у фудбалу 1966. године, као најбољи стрелац турнира са девет голова. Освојио је Златну лопту 1965. и био је вицешампион 1962. и 1966. Он је најбољи стрелац Бенфике свих времена са 473 гола у 440 такмичарских мечева. Тамо, његове почасти укључују једанаест титула у Првој Лизи и Куп Европе, а такође су били саставни део пласмана у додатна финала Европског купа 1963, 1965, и 1968. Он је други стрелац, иза Алфреда Ди Стефана, у ери пред-шампионској лиги Европског купа са 48 голова. Био је најбољи стрелац Купа Европе у сезони 1964–65, 1965–66 и 1967–68. Такође је освојио сребрну лопту за најбољег стрелца Прве лиге рекордних седам пута. Био је први играч који је освојио Европску златну копачку 1968. године, подвиг који је поновио 1973. године.
Од свог пензионисања до смрти, Еузебио је био амбасадор фудбала и једно од најпрепознатљивијих лица своје генерације. Његово име се често појављује на листама најбољих играча свих времена и анкетама фудбалских критичара и навијача. Он је изабран за деветог најбољег фудбалера 20. века у анкети IFFHS и десетог најбољег фудбалера 20. века у анкети часописа Свет фудбала. Пеле је именовао Еузебија као једног од 125 најбољих живих фудбалера на својој листи ФИФА 100 из 2004. Био је седми у онлајн анкети за Златни јубилеј УЕФА. У новембру 2003. године, у част УЕФА-иног јубилеја, изабран је за Златног играча Португалије од стране Португалске фудбалске федерације као њиховог најистакнутијег играча у последњих 50 година. Убрзо након Еузебиове смрти, Ди Стефано је изјавио: „За мене ће Еузебио увек бити најбољи играч свих времена“.

## Статистика каријере

### Клуб
| Клуб                        | Сезона            | Лига                   | Лига  | Лига   | Куп   | Куп    | Европа | Европа | Друго | Друго  | Укупно | Укупно |
| Клуб                        | Сезона            | Дивизија               | Наст. | Голови | Наст. | Голови | Наст.  | Голови | Наст. | Голови | Наст.  | Голови |
| --------------------------- | ----------------- | ---------------------- | ----- | ------ | ----- | ------ | ------ | ------ | ----- | ------ | ------ | ------ |
| Спортинг де Лоуренцо маркиз | 1957              | Мозамбола              | 4     | 9      | —     | —      | —      | —      |       |        | 4      | 9      |
| Спортинг де Лоуренцо маркиз | 1958              | Мозамбола              | 7     | 11     | —     | —      | —      | —      |       |        | 7      | 11     |
| Спортинг де Лоуренцо маркиз | 1959              | Мозамбола              | 11    | 21     | —     | —      | —      | —      |       |        | 11     | 21     |
| Спортинг де Лоуренцо маркиз | 1960              | Мозамбола              | 20    | 36     | —     | —      | —      | —      |       |        | 20     | 36     |
| Спортинг де Лоуренцо маркиз | Укупно            | Укупно                 | 42    | 77     | —     | —      | —      | —      |       |        | 42     | 77     |
| Бенфика                     | 1960–61           | Прва дивизија          | 1     | 1      | 1     | 1      | 0      | 0      |       |        | 2      | 2      |
| Бенфика                     | 1961–62           | Прва дивизија          | 17    | 12     | 7     | 11     | 6      | 5      | 1     | 1      | 31     | 29     |
| Бенфика                     | 1962–63           | Прва дивизија          | 24    | 23     | 6     | 8      | 7      | 6      | 2     | 1      | 39     | 38     |
| Бенфика                     | 1963–64           | Прва дивизија          | 19    | 28     | 6     | 14     | 3      | 4      |       |        | 28     | 46     |
| Бенфика                     | 1964–65           | Прва дивизија          | 20    | 28     | 7     | 11     | 9      | 9      |       |        | 36     | 48     |
| Бенфика                     | 1965–66           | Прва дивизија          | 23    | 25     | 2     | 5      | 5      | 7      |       |        | 30     | 37     |
| Бенфика                     | 1966–67           | Прва дивизија          | 26    | 31     | 3     | 7      | 4      | 4      |       |        | 33     | 42     |
| Бенфика                     | 1967–68           | Прва дивизија          | 24    | 42     | 2     | 2      | 9      | 6      |       |        | 35     | 50     |
| Бенфика                     | 1968–69           | Прва дивизија          | 21    | 10     | 9     | 18     | 5      | 1      |       |        | 35     | 29     |
| Бенфика                     | 1969–70           | Прва дивизија          | 22    | 21     | 2     | 1      | 4      | 4      |       |        | 28     | 26     |
| Бенфика                     | 1970–71           | Прва дивизија          | 22    | 19     | 7     | 9      | 3      | 7      |       |        | 32     | 35     |
| Бенфика                     | 1971–72           | Прва дивизија          | 24    | 19     | 5     | 8      | 8      | 1      |       |        | 37     | 28     |
| Бенфика                     | 1972–73           | Прва дивизија          | 28    | 40     | 1     | 0      | 4      | 2      |       |        | 33     | 42     |
| Бенфика                     | 1973–74           | Прва дивизија          | 21    | 16     | 3     | 2      | 4      | 1      |       |        | 28     | 19     |
| Бенфика                     | 1974–75           | Прва дивизија          | 9     | 2      | 0     | 0      | 4      | 0      |       |        | 13     | 2      |
| Бенфика                     | Укупно            | Укупно                 | 301   | 317    | 61    | 97     | 75     | 57     | 3     | 2      | 440    | 473    |
| Бостон Минитмен             | 1975              | NASL                   | 7     | 2      | —     | —      | —      | —      | —     | —      | 7      | 2      |
| Монтереј                    | 1975–76           | Мексичка прва дивизија | 10    | 1      | —     | —      | —      | —      | —     | —      | 10     | 1      |
| Торонто Метрос              | 1976              | NASL                   | 21    | 16     | —     | —      | —      | —      | —     | —      | 21     | 16     |
| Бејра Мар                   | 1976–77           | Прва дивизија          | 12    | 3      | —     | —      | —      | —      | —     | —      | 12     | 3      |
| Лас Вегас Квиксилверс       | 1977              | NASL                   | 17    | 2      | —     | —      | —      | —      | —     | —      | 17     | 2      |
| Унија Томара                | 1977–78           | Друга дивизија         | 12    | 3      | —     | —      | —      | —      | —     | —      | 12     | 3      |
| Американци из Њу Џерсија    | 1978              | ASL                    | 9     | 2      | —     | —      | —      | —      | —     | —      | 9      | 2      |
| Американци из Њу Џерсија    | 1979              | ASL                    | —     | —      | —     | —      | —      | —      | —     | —      | —      | —      |
| Бафало сталионс (у дворани) | 1979–80           | MISL                   | 5     | 1      | —     | —      | —      | —      | —     | —      | 5      | 1      |
| Укупно у каријери           | Укупно у каријери | Укупно у каријери      | 436   | 424    | 61    | 97     | 75     | 57     | 3     | 2      | 575    | 580    |

1. ↑  Наступи у Интерконтиненталном купу

### Међународно
| Национални тим | Година | Наступа | Голови |
| -------------- | ------ | ------- | ------ |
| Португалија    | 1961   | 2       | 1      |
| Португалија    | 1962   | 5       | 2      |
| Португалија    | 1963   | 1       | 0      |
| Португалија    | 1964   | 6       | 4      |
| Португалија    | 1965   | 7       | 7      |
| Португалија    | 1966   | 12      | 12     |
| Португалија    | 1967   | 6       | 3      |
| Португалија    | 1968   | 2       | 1      |
| Португалија    | 1969   | 4       | 2      |
| Португалија    | 1970   | 1       | 0      |
| Португалија    | 1971   | 5       | 2      |
| Португалија    | 1972   | 9       | 4      |
| Португалија    | 1973   | 4       | 3      |
| Укупно         | Укупно | 64      | 41     |

## Филмографија
- Juan de Orduña, Eusébio, la Pantera Negra (1973)
- Filipe Ascensão, Eusébio: História de uma Lenda (2017)
- António Pinhão Botelho, Ruth. 2018.